# A Rose for the Apocalypse
A Rose for the Apocalypse è un album del gruppo musicale metal svedese dei Draconian, pubblicato il 24 giugno 2011 dalla Napalm Records. La copertina dell'album è stata disegnata dall'artista Seth Siro Anton. È il primo album del gruppo senza il tastierista Andreas Karlsson.

## Tracce
1. The Drowning Age – 7:19
2. The Last Hour of Ancient Sunlight – 5:27
3. End of the Rope – 6:34
4. Elysian Night – 7:53
5. Deadlight – 6:33
6. Dead World Assembly – 5:52
7. A Phantom Dissonance – 5:40
8. The Quiet Storm – 6:37
9. The Death of Hours – 7:48

Traccia bonus dell'edizione Digipack
1. Wall of Sighs – 5:14

## Formazione

### Gruppo
- Anders Jacobsson – voce
- Lisa Johansson – voce
- Johan Ericson – chitarra
- Jerry Torstensson – batteria
- Daniel Arvidsson – chitarra
- Fredrik Johansson – basso

### Altri musicisti
- Olof Götlin – violino